# Nous venons du futur
Pour plus de détails, voir Fiche technique et Distribution.
Nous venons du futur (en russe : Мы из будущего, My iz budushchego) est un film fantastique russe réalisé par Andreï Malioukov. La date de sortie en Russie et la première mondiale ont lieu le 21 février 2008.
Une version télévisée plus longue d'une heure a été réalisée parallèlement. Elle a été diffusée le 9 mai 2008 (jour anniversaire de la Victoire russe) sur la chaîne Russie 1.

## Synopsis
XXIe siècle, quatre amis effectuent des fouilles dans la campagne environnante de Saint-Pétersbourg, à la recherche de souvenirs provenant de la Seconde Guerre mondiale. Dans la Russie post-communiste, la motivation des jeunes chercheurs est purement mercantile. L'organisateur des fouilles est un ancien étudiant de la Faculté d'Histoire, qui a pour surnom Bormann (Danila Kozlovski), du nom du Reichsleiter Martin Bormann. Il connaît donc bien l'histoire de la Grande guerre patriotique, et notamment l'emplacement des champs où se déroulaient les combats, véritables mines d'or pour qui veut rapidement se faire de l'argent. Il a pour acolytes Spirt (Andreï Terentiev), rastaman et pacifiste convaincu, Tchoura (Dmitri Volkostrelov), adepte de jeux vidéo de guerre, et, Tcherep (Vladimir Iaglytch), skinhead, nostalgique du IIIe Reich, dont l'épaule est tatouée d'une croix gammée stylisée.
Après la découverte miraculeuse d'un abri enfoui contenant un coffre-fort et divers objets, et tandis que les quatre fouilleurs s'apprêtent à arroser leur trouvaille, une babouchka apparaît qui leur fait part de la perte de son fils, Dmitri Sokolov, sur ces terres durant le siège de Léningrad.
- "Il avait un étui à cigarettes avec une pierre rouge en son centre" leur confie-t-elle.
- "Nous trouverons cet étui à cigarettes et vous l'enverrons, c'est promis !" lui répondent-ils, goguenards.
La grand-mère, blessée, leur indique alors la présence d'un lac où ils pourront se baigner, car le soleil frappe.
Tandis que les jeunes, insouciants, boivent à leur découverte, Bormann feuillette les livrets de soldats et trouve, stupéfait, son nom et sa photo dans l'un d'entre eux. Il en est de même pour ses camarades. Les quatre amis mettent cette hallucination sur le compte de la chaleur, ou de la vodka frelatée ! Ils se rappellent le lac de la grand-mère et y courent pour se dégriser et échapper à ce delirium.
Tous plongent dans l'eau fraîche. Mais, en refaisant surface, c'est sous les bombardements et le feu nourri des combats tout proches qu'ils sont accueillis : nous sommes en août 1942 et la guerre fait rage !
Les quatre aventuriers, nus comme des vers, sont faits prisonniers par une escouade de l'Armée rouge. Sans documents ni vêtements, ils sont soupçonnés d'être des ennemis ou des déserteurs. Interrogés, ils prétendent venir du futur, que la guerre est finie depuis longtemps, et que la Russie l'a remportée ! Les officiers, mi-curieux mi-amusés, imaginent l'effet d'une commotion cérébrale chez ces jeunes garçons, dont on vient d'ailleurs de retrouver les livrets. Au moins ce ne sont pas des ennemis et ils peuvent rejoindre les rangs du bataillon.
Bormann (qui veut maintenant être appelé de son vrai nom : Filatov Sergueï) et Tchoura (Beroïev Vitali) tombent tous les deux amoureux de la très belle infirmière Ninotchka (Ekaterina Klimova).
Le quotidien est fait de combats éprouvants et de longues périodes d'attentes dans les tranchées. Tcherep (Vasiliev Oleg), qui tient son tatouage soigneusement caché, devient plus patriote. Quant à Spirt (Smirnov Andreï), s'il porte le fusil il se refuse néanmoins à en faire tout usage.
Fatigués, ils essaieront à plusieurs reprises de retrouver la porte du temps qui les ramènera au XXIe siècle, sans succès.
C'est alors que réapparaît la babouchka, et nos jeunes gaillards de se jeter à ses pieds, implorant de mettre un terme à ce cauchemar. Mais celle-ci, effrayée, ne sait pas du tout de quoi parlent les soldats, et ignore totalement qui ils sont. Sergueï comprend alors la mission qu'ils doivent remplir : « Nous trouverons cet étui à cigarettes et vous l'enverrons, c'est promis ! » se rappelle-t-il. Ils doivent retrouver le jeune soldat Dmitri Sokolov, dont la mère n'arrive à faire le deuil !
Il est décidé que les quatre soldats mènent une mission dans le camp ennemi et kidnappent un officier allemand. La mission est quasi réussie, mais ils laissent derrière eux le vieux sergent Emilianov (Boris Galkine) qui se sacrifie pour couvrir leur fuite. Sergueï a le temps de lui dire quand la guerre finit, et le quitte, bouleversé par l'héroïsme du vétéran.
La fuite est de courte durée car les fugitifs et leur prisonnier sont rejoints par les soldats nazis. Ils sont pris. Sergueï, qui a étudié l'allemand, révèle à l'officier qui les interroge que l'Allemagne nazie a perdu la guerre. Il montre l'avancée de l'Armée rouge, de Stalingrad à Léningrad, traversant toute l'Europe, jusqu'à la prise de Berlin et le suicide du Fuhrër. L'officier allemand est atterré. Sergueï rejoint ses trois amis au trou. Ils partagent leur lieu de captivité avec un soldat horriblement torturé. Il s'agit de Dmitri Sokolov (Sergueï Moukhine). Révulsé par les souffrances du soldat qui, sous la torture, se tait, Spirt lance, perfide, en visant Tcherep : « À Moscou, des mecs se baladeront le crâne rasé, habillés de noir et portant la croix gammée, en hurlant "Heil Hitler !" le bras levé ! ».
Dmitri se sait condamné. Il donne son étui à cigarettes à ses codétenus pour qu'ils le transmettent à sa mère, et les aide à s'enfuir.
L'accueil n'est pas chaleureux car les quatre hommes reviennent bredouilles, et le vieil Emilianov est mort. Seuls Ninotchka et Sergueï goûtent le plaisir de se savoir encore vivants, et amoureux.
L'assaut final est décidé. La bataille est rude, les mitrailleuses allemandes fauchent les combattants sans distinction. Andreï le pacifiste continue à charger, en pointant le fusil et sans jamais tirer une seule balle. Mais, lorsque sous ses yeux, Vitali l'amateur de jeux virtuels est blessé à bout portant, il fait feu !
Dans la confusion de la bataille, Sergueï voit Ninotchka traîner un blessé vers un abri au sommet d'un monticule. Il reconnaît l’abri où, avec ses amis, ils effectuaient des fouilles. Il crie pour l'empêcher de s'y rendre, mais, au moment où l'obus s'abat sur sa cible, c'est au cœur qu'il est foudroyé !
La bataille est gagnée, les trois amis rejoignent le lac en supportant Vitali, blessé. Cette fois ils peuvent rentrer chez eux.
Sur la rive, Oleg trouve une pierre et se frotte l'épaule, à l'endroit où se trouve le sigle infâme. Sergueï est mortifié par la perte de Ninotchka, et les souvenirs qu'il a pu emmener, par amour, pour mémoire, se chargent d'une valeur affective infiniment douloureuse. Andreï a mesuré les limites du pacifisme, qui volent en éclats lorsqu'on risque de perdre un ami proche. Vitali sent, dans sa chair meurtrie, que la guerre n'est pas un simple jeu pour enfants.
À Saint-Pétersbourg, sur les bords du canal Griboïedov, des jeunes sont rassemblés, désœuvrés, ils portent des blousons noirs.

## Distribution
- Danila Kozlovski : Sergueï Filatov Borman
- Dmitri Volkostrelov : Vitali Beroïev Tchoura
- Vladimir Iaglytch : Oleg Vassiliev Tcherep (Crâne en français)
- Andreï Terentiev : Andreï Smirnov Spirt (Alcool en français)
- Ekaterina Klimova : l'infirmière Ninotchka
- Boris Galkine : le sergent Emilianov
- Sergueï Moukhine : le soldat Dmitri Sokolov